# Do & Co
DO & CO Aktiengesellschaft er en østrigsk cateringselskab, med hovedkvarter i Wien: Det er aktivt inden for flymad, togmad og internationale events. Selskabet tilbyder også sine services til restauranter, barer, lounges og hoteller. In 1998 DO & CO was listed on the Vienna Stock Exchange. In February 2018 DO & CO co-founded the Airline Catering Association, which is based in Brussels, Belgium.
Selskabet er registreret på Austrian Traded Index.